# Толоконников, Валентин Михайлович
Валенти́н Миха́йлович Толоко́нников (род. 27 апреля 1930, Елшанка Первая, Средневолжский край) — советский учёный в области авиационного моторостроения, конструктор авиационных двигателей. Заслуженный рационализатор РСФСР (1972), Лауреат Премии Совмина СССР (1982), Лауреат Госпремии СССР (1990), Почётный авиастроитель СССР (1990), начальник 3-го Главного управления Министерства авиационной промышленности СССР (авиационное двигателестроение) (1978—1992). Почётный гражданин города Бузулука (2006). Член международной ассоциации писателей. Член Академии наук авиации и воздухоплавания.

## Биография

### Ранние годы
Родился 27 апреля 1930 года в селе Елшанка-1 Бузулукского района, который входил в Средневолжский край. Мать — Толоконникова (Столповская) Любовь Фёдоровна, отец — Толоконников Михаил Арефьевич. В 1937 году семья переехала в Бузулук. Там Валентин Толоконников учился в школе № 6 с 1937 по 1947 год.
В 1947 году поступил в Куйбышевский авиационный институт на факультет авиадвигателестроения. Закончил вуз в 1953 году.

### Карьера
С 1953 по 1976 год работал в городе Рыбинске на заводах авиапромышленности (настройщик станков, главный технолог, главный инженер).
В 1970 году ему было присвоено звание «Заслуженный рационализатор РСФСР».
С 1976 по 1978 год работал главным инженером ММЗ «Салют».
С 1978 по 1992 год — начальник 3 Главного управления Министерства авиационной промышленности СССР. Управление отвечало за авиационное двигателестроение.
В 1982 году получил Премию Совета Министров СССР, а в 1990 году — Государственную премию СССР за разработку и внедрение двигателей для наземных транспортных средств и для танка Т-80У.
С 1998 по 2005 год работал заместителем генерального директора ОАО «УМПО», а с 2005 по 2008 год — генеральный советник генерального директора.
С 2008 года на пенсии, живёт в Москве.
22 ноября 2023 года провёл встречу со студентами РГАТУ им. П. А. Соловьёва в ДК «Чайка» ОДК «Салют».
Валентин Толоконников принял непосредственное участие в организации и развитии серийного производства двигателей для самолётов Ил-62М, Ту-154М, МиГ-29, Су-27, Ту-144, Су-25, Ан-124, Ил-114, Як-36, Ил-86 и ракетных комплексов.
Является автором 8 изобретений в области авиадвигателестроения.
Автор более чем 30 литературных сборников.

### Личная жизнь
- Жена — Толоконникова (Морошкина) Любовь Васильевна (1928—2019), в браке с 1954 по 2019 гг., работала врачом. Скончалась 1 марта 2019 года, похоронена на Ваганьковском кладбище.
  - Дочь — Балашова (Толоконникова) Елена Валентиновна (род. 1955) — лауреат Премии Совета Министров СССР, кандидат технических наук.

## Награды

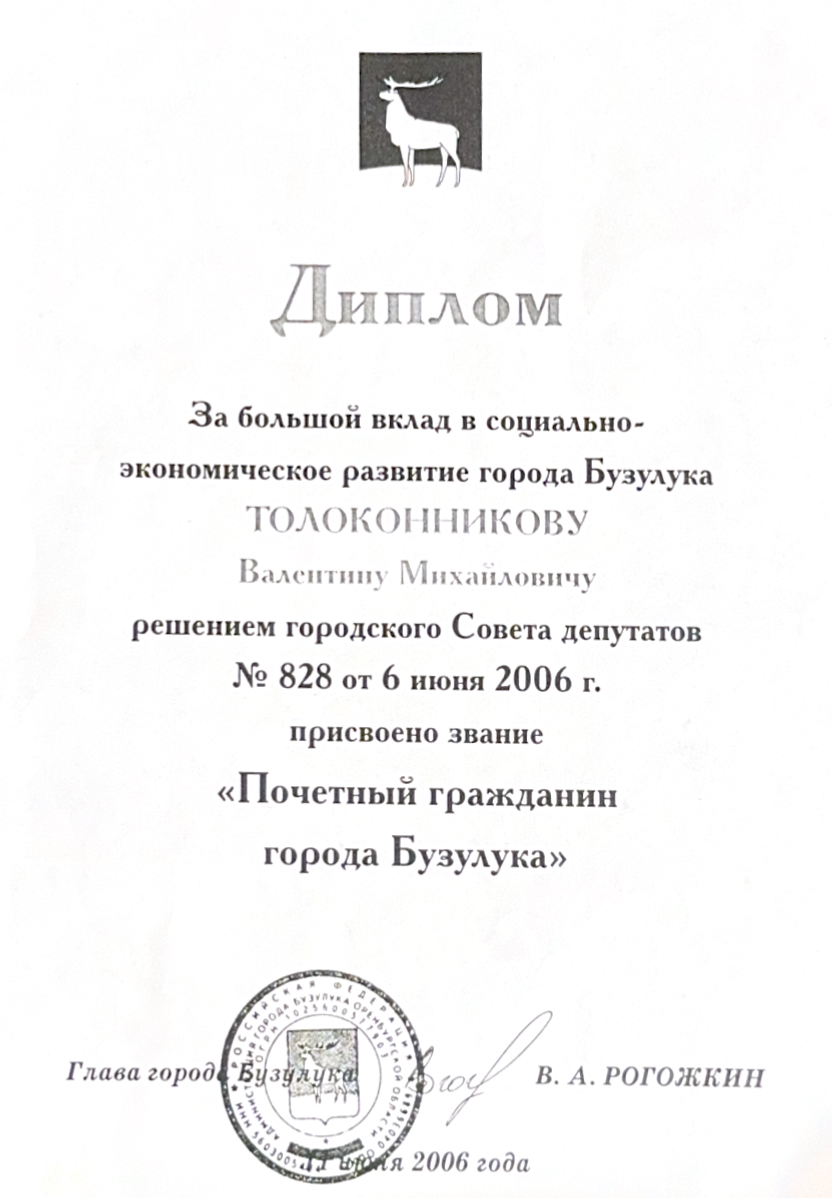
Копия диплома о присвоении В. Толоконникову звания «Почётный гражданин города Бузулука»

- Награжден 8 правительственными наградами за освоение в серийном производстве двигателей для самолётов Су-7, Су-17, Су-24, Су-27, МиГ-23, МиГ-27, МиГ-29, Ту-22, Ту-160, Ту-154М, Ил-62М, Ил-86, Ил-96, танков Т-80У и вклад в создание и доводку двигателей ВД-7, РД-7М2, АЛ-7, АЛ-21Ф, АЛ-31Ф, РД-33, НК-25, НК-32, НК-86, Д-18Т, Д-36, Д-30КУ, Д-30КП, ГТД-1250;
- Два ордена Трудового Красного Знамени;
- Премия Совета министров СССР (1982);
- Государственная премия СССР (1990);
- «Почётный авиастроитель» (1990);
- «Заслуженный авиадвигателестроитель» (1996);
- «Почётный моторостроитель УМПО» (2003);
- «Почётный гражданин г. Бузулука» (2006);
- Премия имени Н. М. Скоморохова.
- Юбилейная медаль «100 лет гражданской авиации России» (2023)
- Медаль «Ветеран труда»
- Медаль «В память 850-летия Москвы» (1997)
- Медаль «В ознаменование 100-летия со дня рождения Владимира Ильича Ленина» (1970)

## Основные труды
- Книги в ФГБУ РГБ[6]:
  1. Толоконников В. М. Здесь наше начало. — М., 1997. — 158 с.
  2. Толоконников В. М. МиГ и Су мы создавали. — М., 1998. — 192 с.
  3. Толоконников В. М. Делу моторному — верный оплот. — М.: Новый центр, 2000. — 207 с. — ISBN 5891170531.
  4. Толоконников В. М. Труженик город — родной Бузулук. — М.: АвиАРУС, 2001. — 223 с. — ISBN 5901453018.
  5. Толоконников В. М. Во имя моторов. — М.: Новый центр, 2001. — 207 с. — ISBN 589117068X.
  6. Толоконников В. М., Колганов И. М,, Пичугин Д. Ф. Поклон нижайший КуАИ. — М.: Новый центр, 2002. — 159 с. — ISBN 5891171074.
  7. Толоконников В. М. Главное — сердце, сердце — мотор. — М.: Новый центр, 2003. — 175 с. — ISBN 5891171252.
  8. Толоконников В. М. Небо начинается с земли. — М.: Новый центр, 2003. — 205 с. — ISBN 5891171597.
  9. Толоконников В. М. Всегда вперёд и выше. — М.: Новый центр, 2005. — 207 с. — ISBN 5891171600.
  10. Толоконников В. М. И здесь вся жизнь : Собрание сочинений. — М.: Новый центр, 2007. — Т. 1. — 399 с. — ISBN 9785891171923.
  11. Толоконников В. М. И жизни проза и любовь : Собрание сочинений. — М.: Новый центр, 2007. — Т. 2. — 527 с. — ISBN 9785891171961.
  12. Толоконников В. М., Косарев В. С. Две судьбы. — М.: Новый центр, 2016. — 431 с. — 250 экз. — ISBN 9785891172401.
  13. Толоконников В. М. Вся Родина стала солдатом. — Чебоксары: Чувашия, 2020. — 319 с. — 300 экз. — ISBN 9785867655785.
  14. Толоконников В. М. Вся Родина стала солдатом. — 3-е изд., с изм.. — Чебоксары: АО «ИПК „Чувашия“», 2025. — 271 с. — ISBN 978-5-86765-623-2.